# Zamek Ambras
Zamek Ambras znajduje się w Innsbrucku na wysokości 635 m na południowo-wschodniej granicy miasta, w bezpośrednim sąsiedztwie wsi Amras, włączonej w 1938 r. do miasta.

## Historia
Ambras był zamkiem hrabiów von Andechs, których przodkowie już w X wieku rezydowali tutaj ad umbras (w cieniu), choć na podstawie źródeł udokumentowany jest XI wiek. W 1133 r. zamek został zniszczony przez Henryka X Pysznego.
Po 150 latach został ponownie odbudowany. Ostatni z rodu von Andechs, książę Otton II Merański poślubił Elżbietę, córkę hrabiego tyrolskiego Alberta III. Po śmierci Ottona w 1248 r. Albert odziedziczył te włości. Albert zmarł w 1253 i wtedy Ambras przypadł drugiemu mężowi Elżbiety, Gebhardowi IV Hirschbergowi. Elżbieta zmarła bezdzietnie w 1256 r. i wtedy mąż innej córki Alberta, Meinhard I von Görz, odziedziczył Ambras i powstające właśnie hrabstwo Tyrolu. Ambras pozostał suwerenna posiadłością. Razem z sąsiednim zamkiem Straßfried, w tym czasie ważniejszym, ponieważ tam rezydował gubernator, kontrolował drogi między Innsbruckiem, mostem na Innie koło Hall, centralnym płaskowyżem
i dolnym odcinkiem doliny rzeki Sill.
Po śmierci ostatniej przedstawicielki rodu von Görz, Małgorzaty Maultasch, zamek przypadł Habsburgom i został przebudowany w stylu renesansowym przez arcyksięcia Zygmunta Habsburga, który przepisał go swojej żonie Katarzynie Saskiej. Następnie arcyksiążę Ferdynand II Habsburg rozbudował go na okazały pałac i przeniósł tu swoje słynne zbiory, które zaczął gromadzić w Pradze jeszcze jako namiestnik Czech.

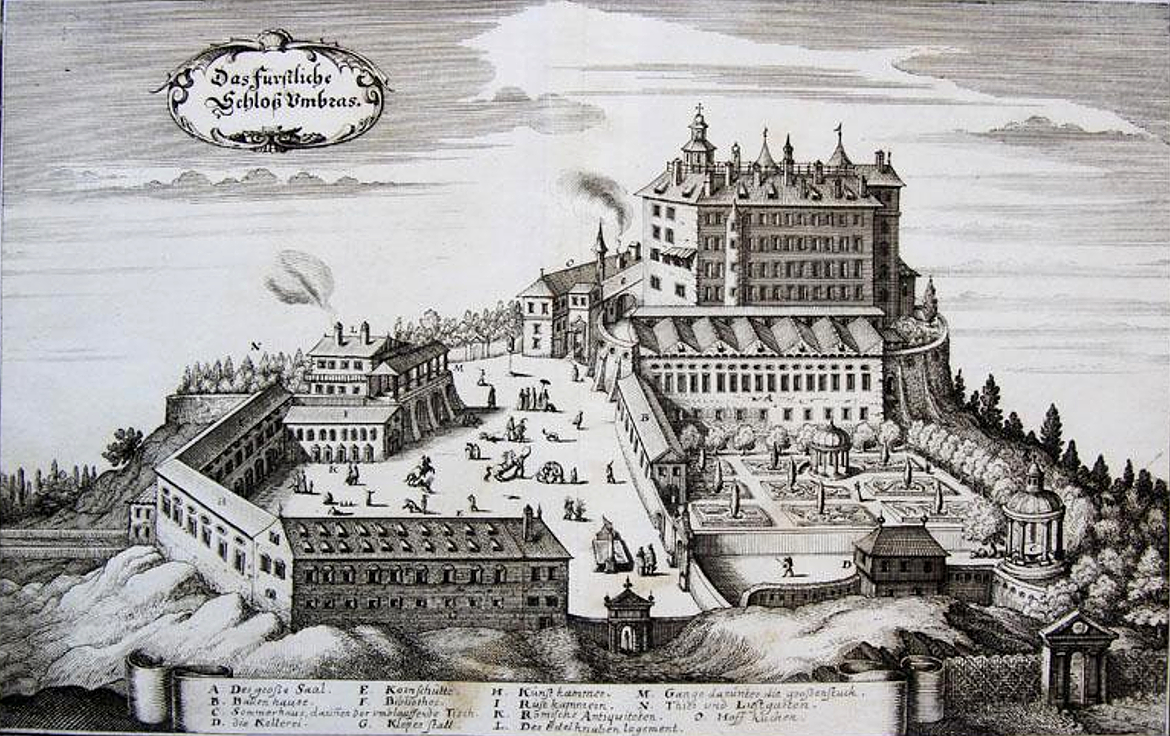
Zamek Ambras na sztychu Matthäusa Meriana (połowa XVII wieku)

Ponieważ Tyrol po 1665 r. nie był już siedzibą książęcą i pozbawiony został reprezentacji na dworze, zamek Ambras służył do połowy XIX wieku różnym celom, jak koszary, czy lazaret. Pomimo tego słynne zbiory nadal pozostawały w zamku. W latach 1855–58 został za panowania namiestnika Tyrolu, arcyksięcia Karola Ludwika, ponownie przystosowany do celów mieszkalnych. Po 1913 r. zamek miał zostać letnią siedzibą rodziny arcyksięcia Franciszka Ferdynanda.
Po zniesieniu monarchii zamek Ambras skonfiskowano na rzecz Republiki Austrii i obecnie podlega gestii Muzeów Federalnych, jako jedyne muzeum poza Wiedniem. Jest tu wystawiana pierwsza srebrna, pamiątkowa, austriacka moneta euro.

## Historia budowy
Z pierwotnego zamku hrabiów Andechs nie zachowało się w obecnych murach nic, ponieważ został on w 1133 r. zburzony. Stołp, palatium i fundamenty kaplicy pochodzą z XIII i XIV wieku, gdy Ambras znajdował się w posiadaniu rodu von Görz.
Sklepienie krzyżowe palatium pochodzi z czasów Zygmunta Habsburga. Na zamek letni przebudował go arcyksiążę Ferdynand.

## Założenie architektoniczne
Dziedziniec wewnętrzny: iluzjonizm i triumf Bachusa
Dziedziniec wewnętrzny górnego zamku zalicza się do najlepiej zachowanych przykładów malarstwa freskowego XVI wieku. Malowidła powstały w latach 1564-67 w technice grisaille, a dzięki użyciu różnych odcieni szarości, uzyskano wrażenie reliefu. Malowidła, przypisywane Heinrichowi Teufelowi, przejmują funkcje architektoniczne, tak by za pomocą systemu regularnych dekoracji wyrównać nieregularny kształt dziedzińca i skompensować jego ciasnotę. Przedstawione jest wszystko, co miało znaczenie dla dworskiego życia na zamku: wzory bohaterstwa, ideały cnót z antyku i Starego Testamentu, sztuk pięknych i nauk oraz humanistycznej gościnności.
W tym kontekście należy patrzeć na triumfalny pochód Bachusa, który jest przedstawiony między pierwszym i drugim piętrem na całym obwodzie. Bachus, który w czasie swojej wyprawy przeciwko mieszkańcom Indii zwyciężył, zmieniając wodę w wino i w ten sposób upijając swych przeciwników, uczynił ich niezdolnymi do walki. Zachęcało to nie tylko do hucznych zabaw, ale odpowiadało ówczesnym wyobrażeniom o pokojowych cywilizacjach Wschodu.

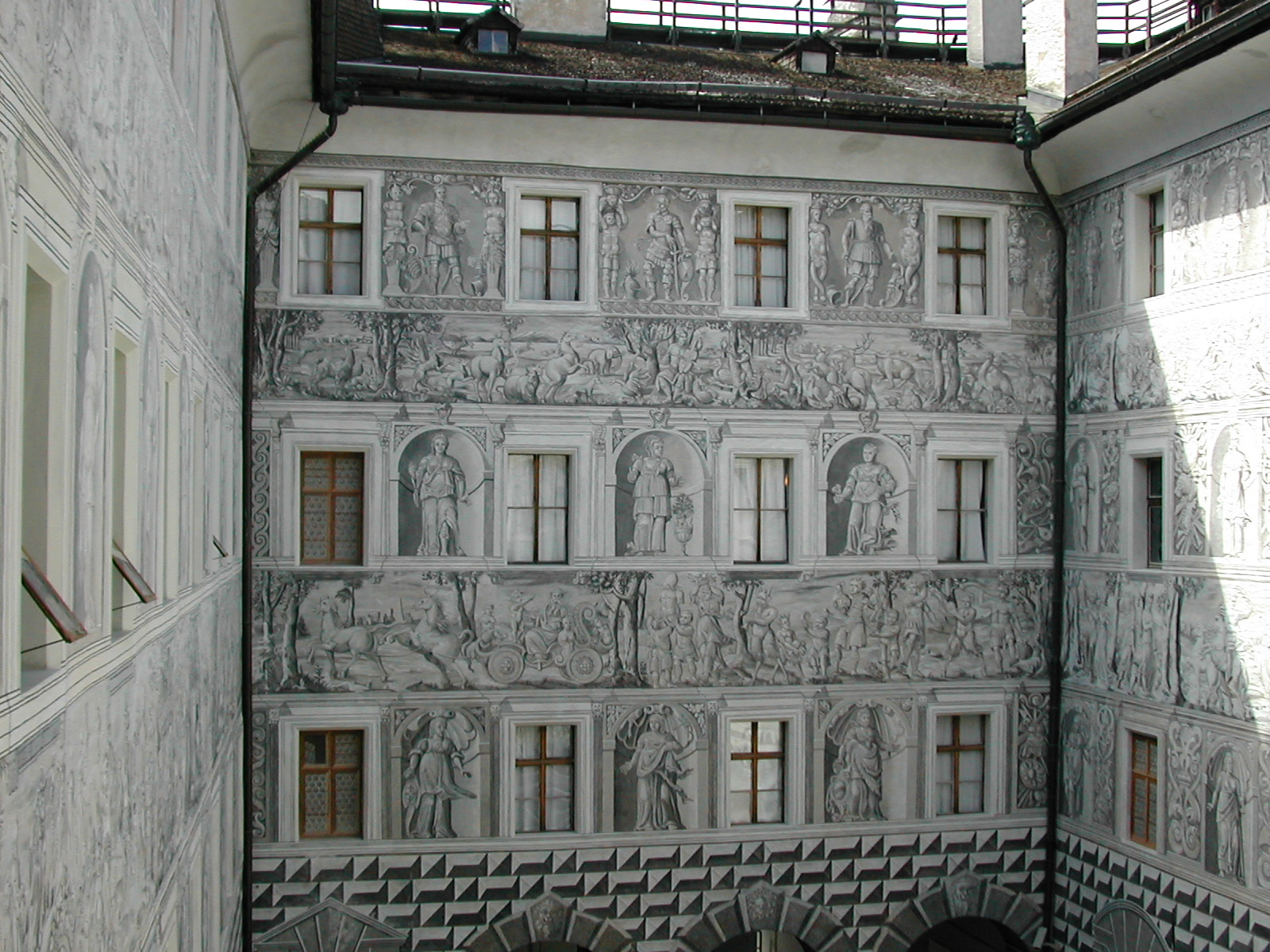
Fasada w technice sgraffita na dziedzińcu wewnętrznym zamku
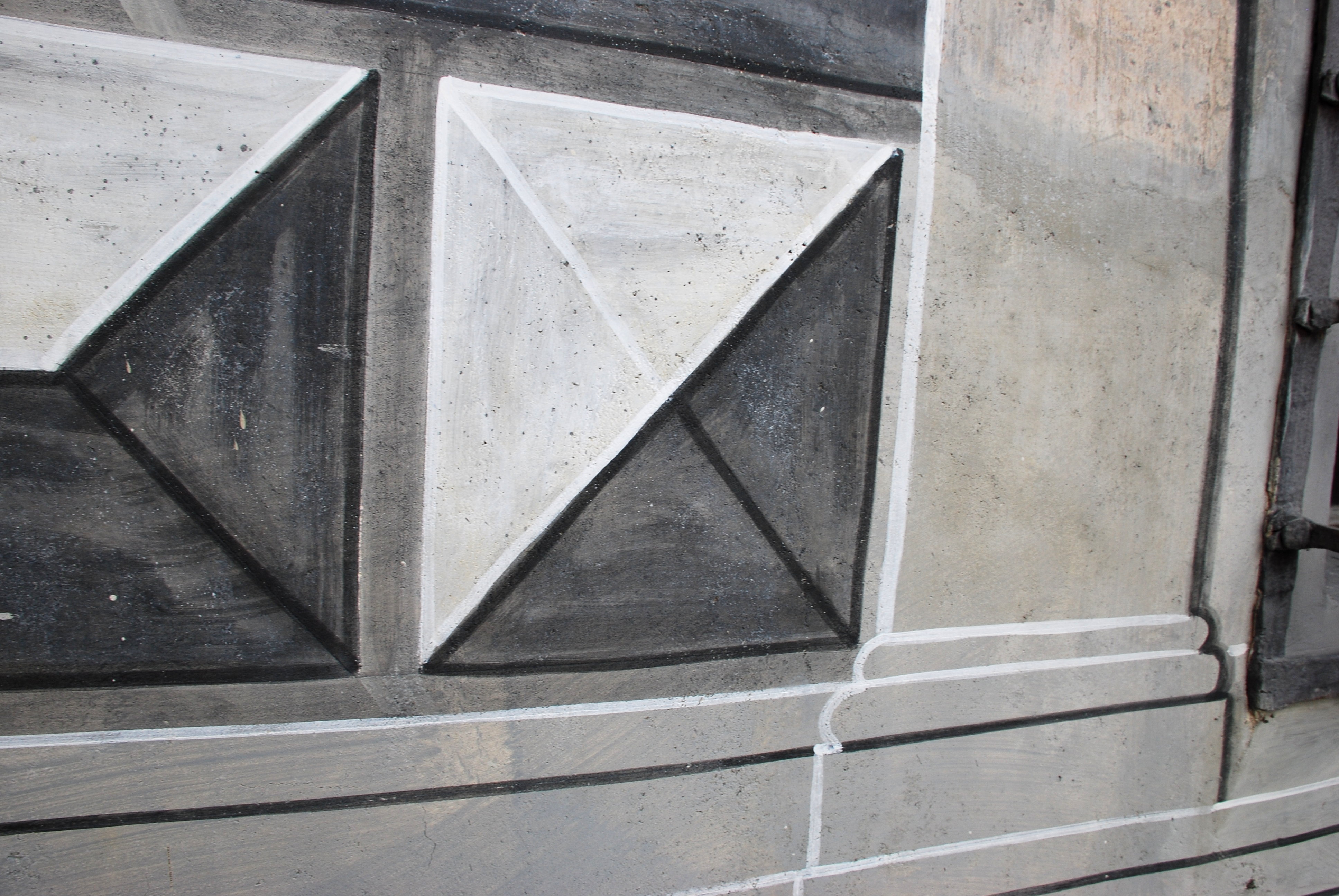
Detal fresku w technice grissaille
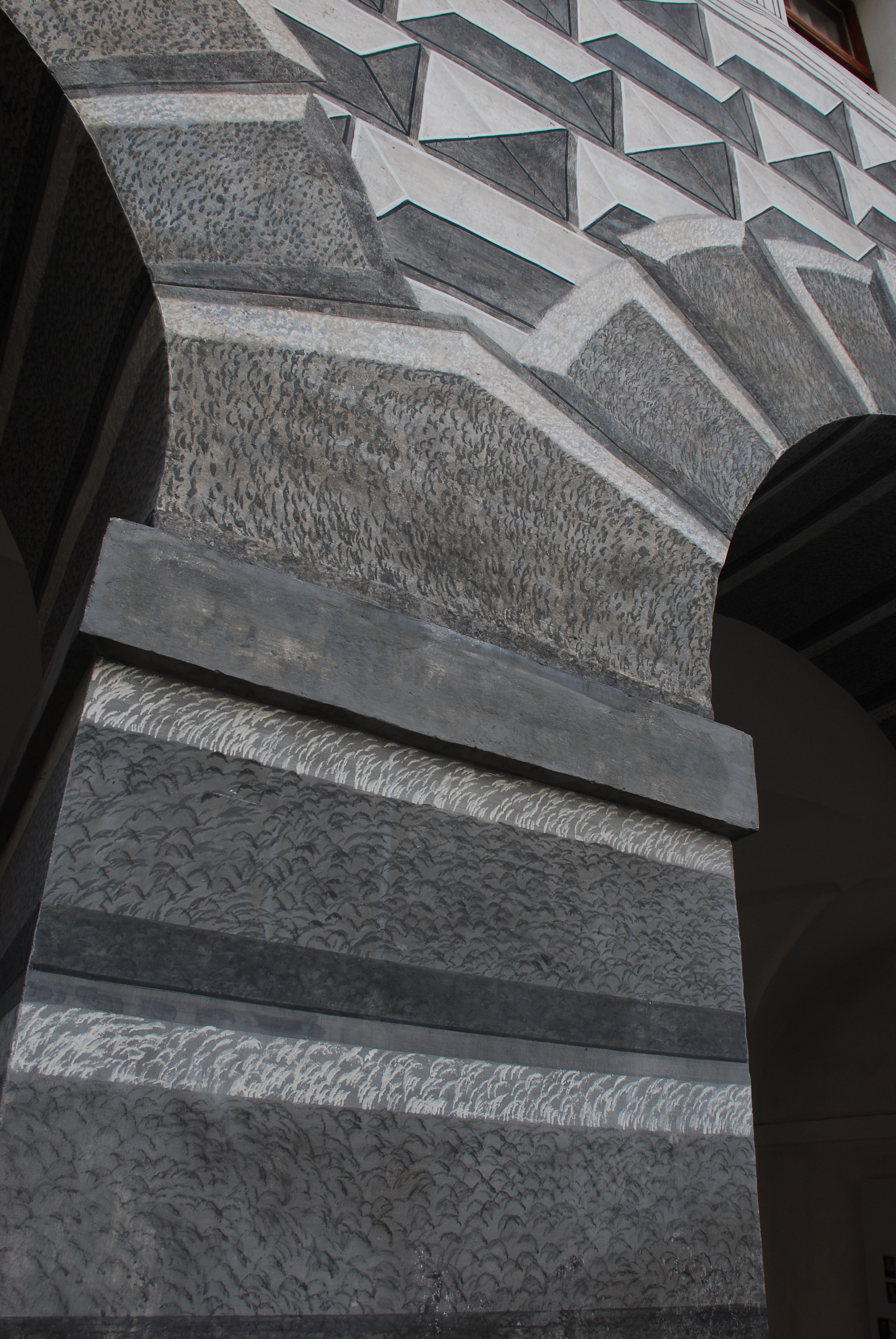
Detal fresku w technice grissaille

## Park

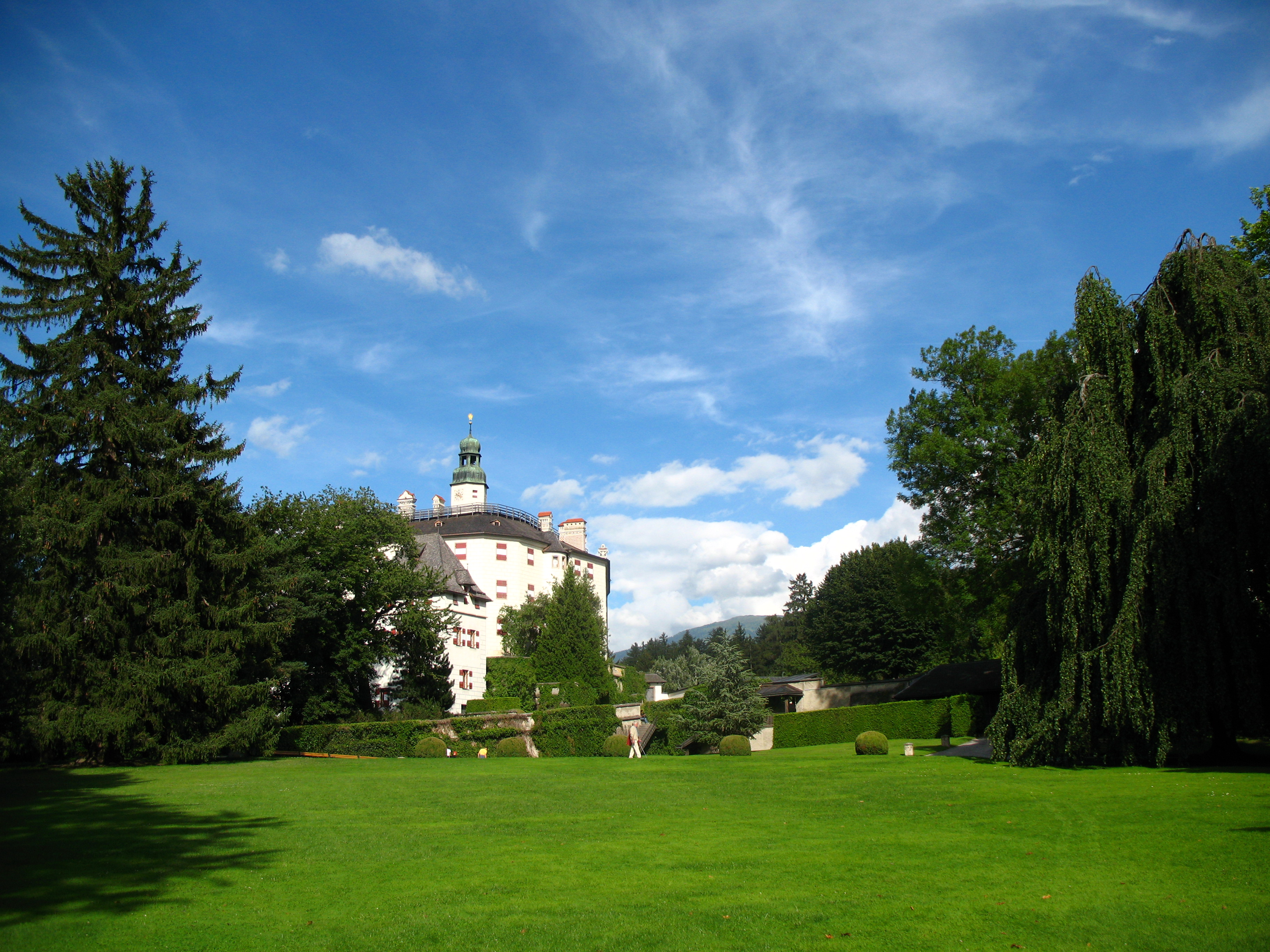
Park pałacowy

Park pałacowy otacza zamek powyżej dzielnicy Amras. Zaraz za głównym wejściem widzimy Großer Weiher Duży staw. Areał otoczony murem został w większości zaaranżowany jako ogród angielski. We wschodniej części parku można znaleźć relikty renesansowego założenia. Warta zobaczenia jest jaskinia Rycerska, Keuchengarten (Ogród więzienny) i sztuczny wodospad, zasilany przez boczną odnogę potoku Sistanser Bach. Przy wschodnim wejściu do parku znajdują się resztki wieży dawnego kościoła Św. Jerzego (St. Georgskirche).

## Wystawy, zbiory i wydarzenia
Zamek Ambras jest zamiejscową placówką Muzeum Historii Sztuki w Wiedniu, a jego zasadniczą częścią jest kolekcja Ferdynanda II.
- Gabinet osobliwości – historyczna kolekcja, w której pierwotnie wchodziła również saliera
- Galeria portretów Habsburgów
- Zbrojownie - drugi pod względem ważności zbiór w Austrii, po Arsenale w Grazu

Wystawa w gabinecie osobliwości:
- Portret ułomnego mężczyzny – obraz olejny z XVI wieku
- Ludzie wilkołaki - chorzy na hipertrichozę
- Drakula
- Portret Gregora Baciego - obraz olejny z XVI wieku

W Sali Hiszpańskiej (Spanischer Saal) urządzane są w lecie koncerty zamkowe, a kaplica Św. Mikołaja (St.-Nikolaus-Kapelle) służy również udzielaniu ślubów.

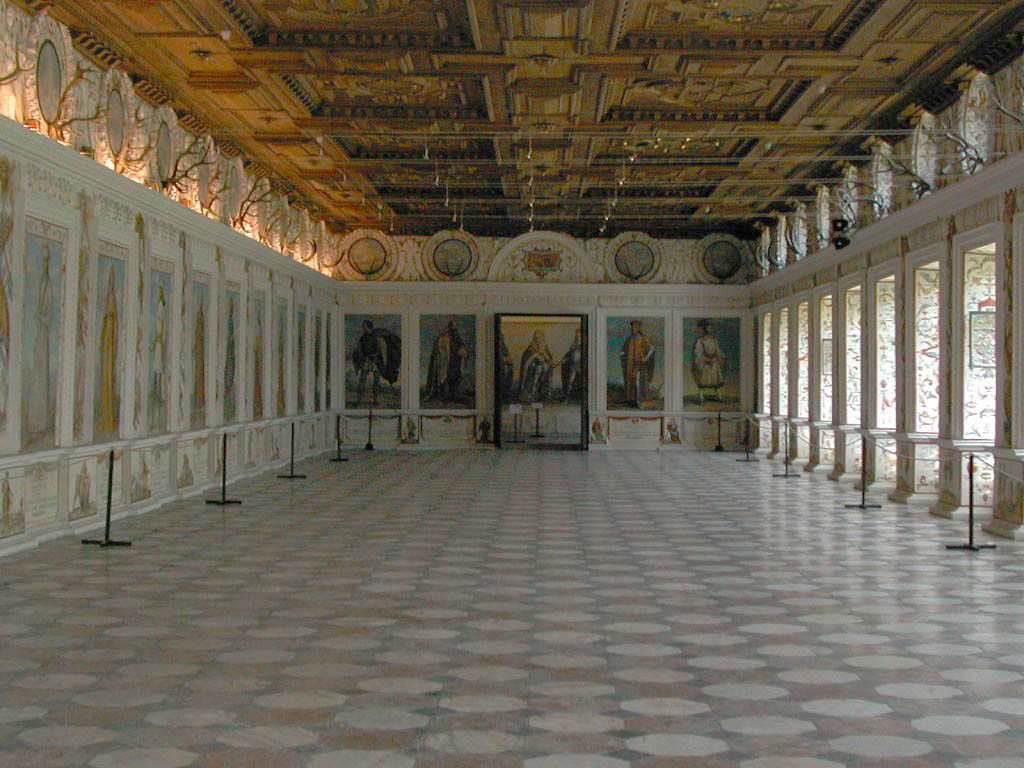
Sala Hiszpańska
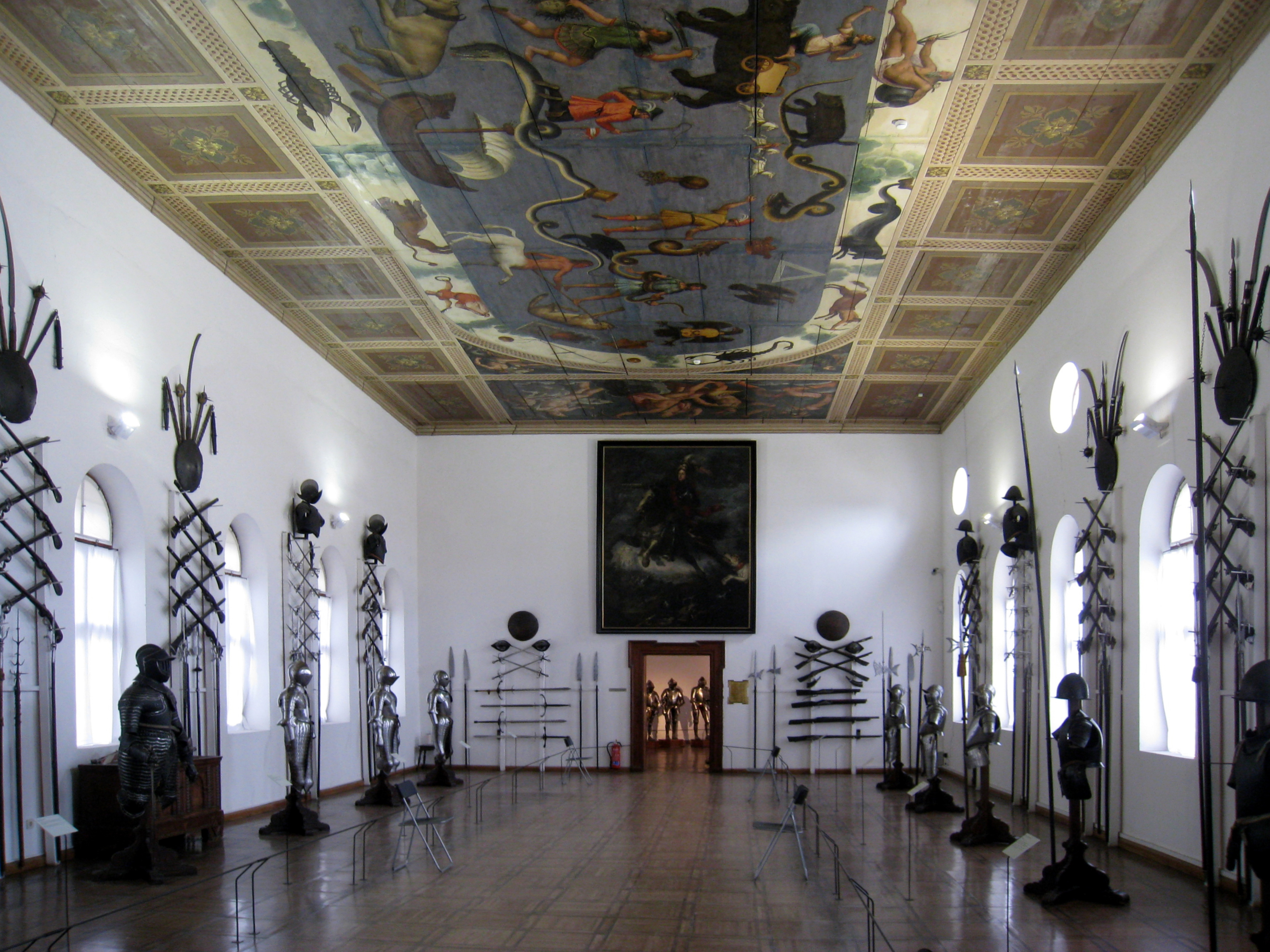
Zbrojownia

## Dojazd
Do zamku można się dostać z miasta tramwajem nr 6 z przystanku Schönruh. Schönruh jest zalesionym wąwozem we wzgórzu Paschberg położonym między gminą Aldrans a miastem. Z końcowego przystanku linii 3 można dojść do zamku po krótkim spacerze. Zamek jest obsługiwany również przez linię wycieczkową TS oraz autobusową linię pocztową kursującą w kierunku Mittelgebirge.

## Literatura
- XVII. Schloss Ambras. In: Franz Weller: Die kaiserlichen Burgen und Schlösser in Bild und Wort. Zamarski, Wien 1880, S. 432–446. – Volltext online.
- Heinrich Zimmermann: Die Renaissance. (…) Erzherzog Ferdinand von Tirol und seine Sammlung in Schloss Ambras. In: Albert Ilg (Hrsg.), Moriz Hoernes (u.a. Mitarbeiter): Kunstgeschichtliche Charakterbilder aus Österreich-Ungarn. Tempsky (u.a.), Wien (u.a.) 1893, S. 194–209. – Volltext online (1), Volltext online (2), Volltext online (3). (Alternativen wegen jeweils fehlerhafter Digitalisierung).
- Josef Garber: Schloß Ambras. Die Kunst in Tirol, Band 14. Filser, Wien (u.a.) 1928.
- Elisabeth Scheicher: Schloß Ambras und seine Sammlungen. Kleine Kunstführer, Band 1228, ZDB|51387-8. Schnell & Steiner, Regensburg 1981.
- Albert Ilg, Wendelin Boeheim: Das K.K. Schloss Ambras in Tirol. Beschreibung des Gebäudes und der Sammlungen. (Nachdruck; 1. Auflage, Adolf Holzhausen, Wien 1882). BiblioBazaar (u.a.), 2009, ISBN 978-1-110-23378-6.
- Florian Martin Müller: Die römischen Meilensteine in Schloss Ambras. In: Sabine Haag (Hrsg.), All'Antica. Götter und Helden auf Schloss Ambras. Eine Ausstellung des Kunsthistorischen Museums Wien. Schloss Ambras - Innsbruck, 23. Juni bis 25. September 2011, Wien 2011, S. 18-23 ISBN 978-3-99020-006-3
- Ludwig Igálffy von Igály: Die Ambraser Trinkbücher Erzherzog Ferdinands II. von Tirol. Erster Band (1567-1577) Transkription und Dokumentation (= Schriften des Kunsthistorischen Museums, Band 12), Wien 2010, ISBN 978-3-85497-192-4